# Balança
Balança oder S. João da Balança ist eine Gemeinde im Norden Portugals.
Balança gehört zum Kreis Terras de Bouro im Distrikt Braga, besitzt eine Fläche von 3,8 km² und hat 307 Einwohner (Stand 19. April 2021).